# Banco di San Giorgio

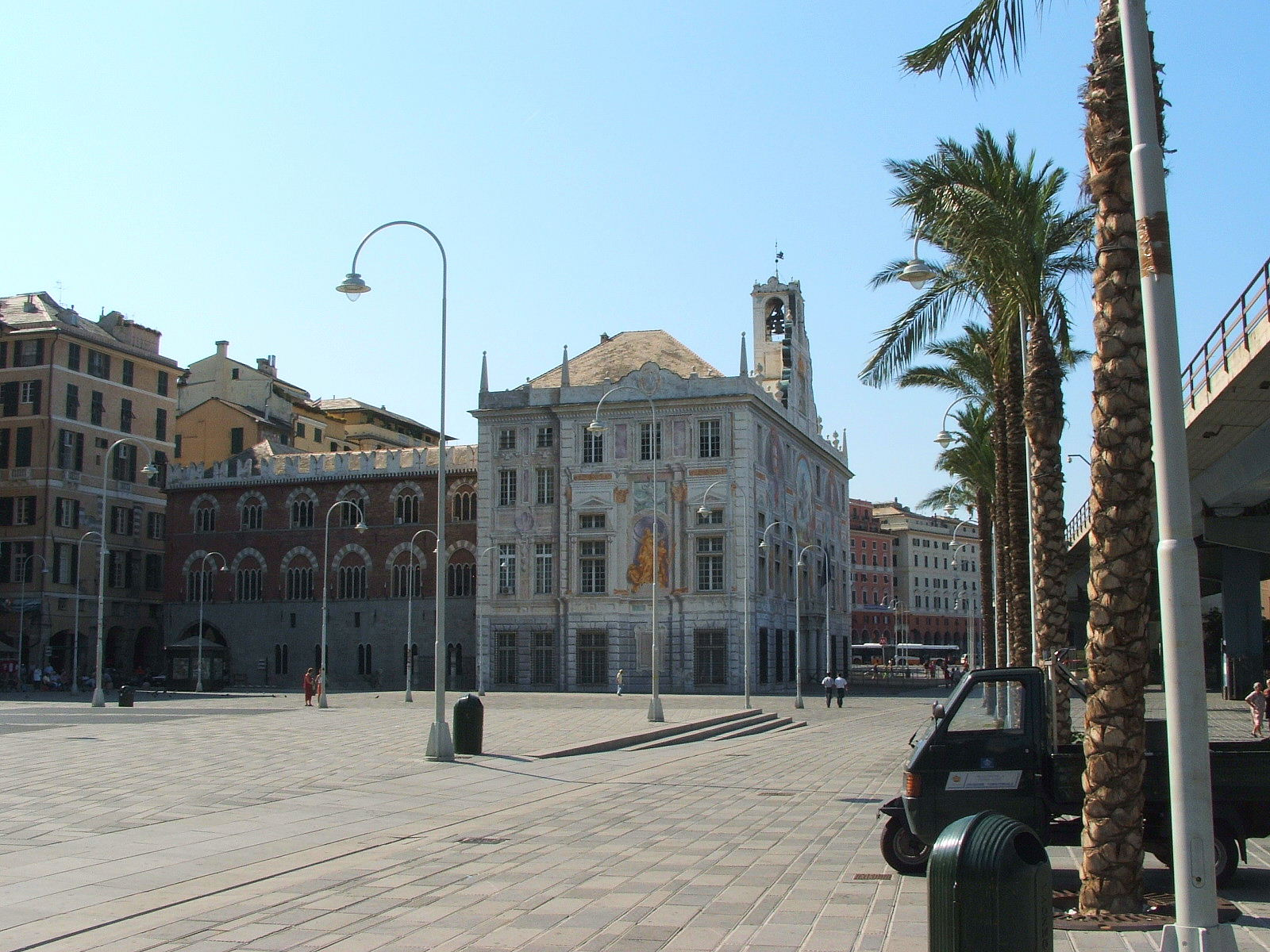
Palazzo San Giorgio, ehemaliger Sitz der Bank

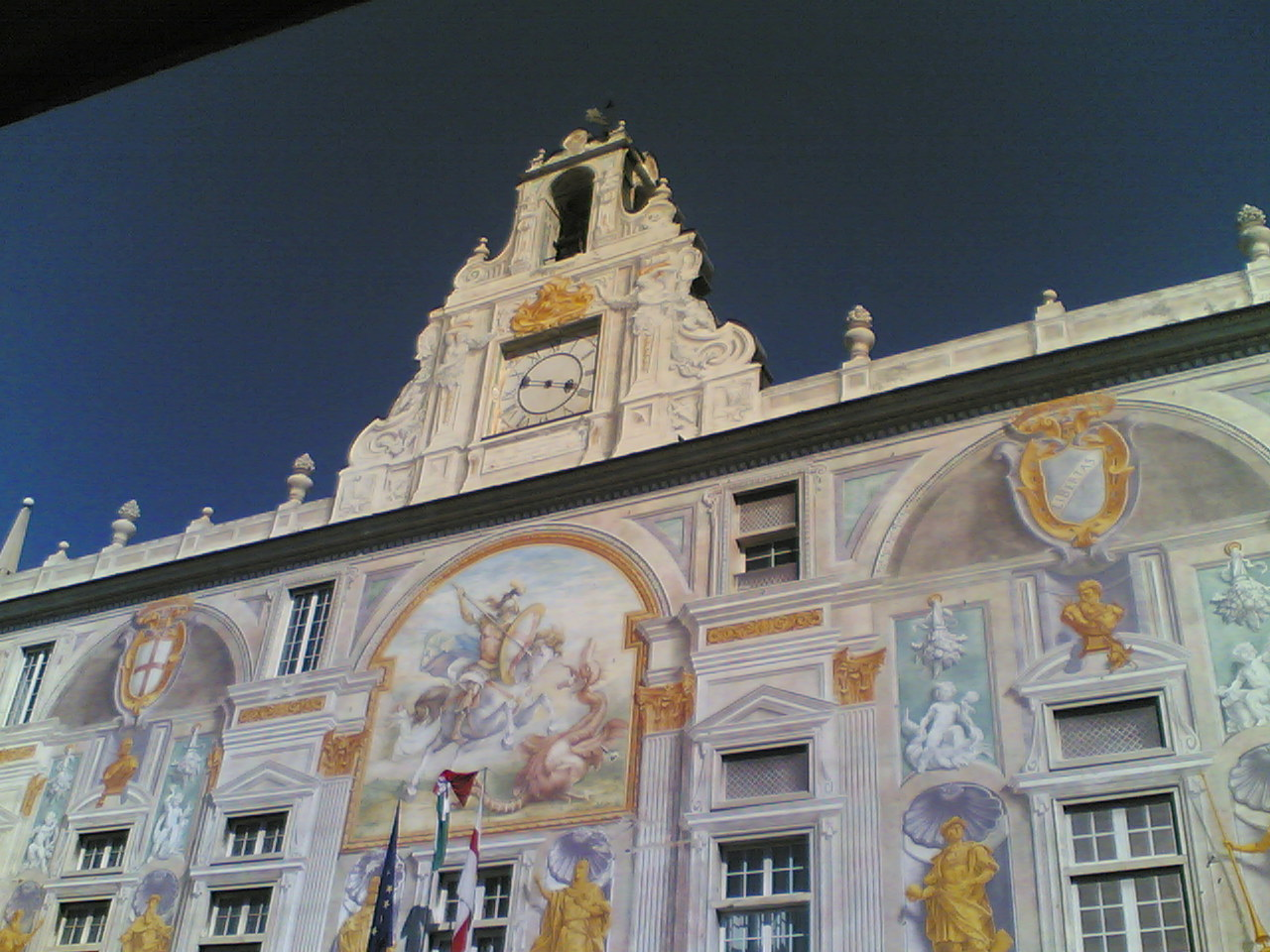
Front des Gebäudes

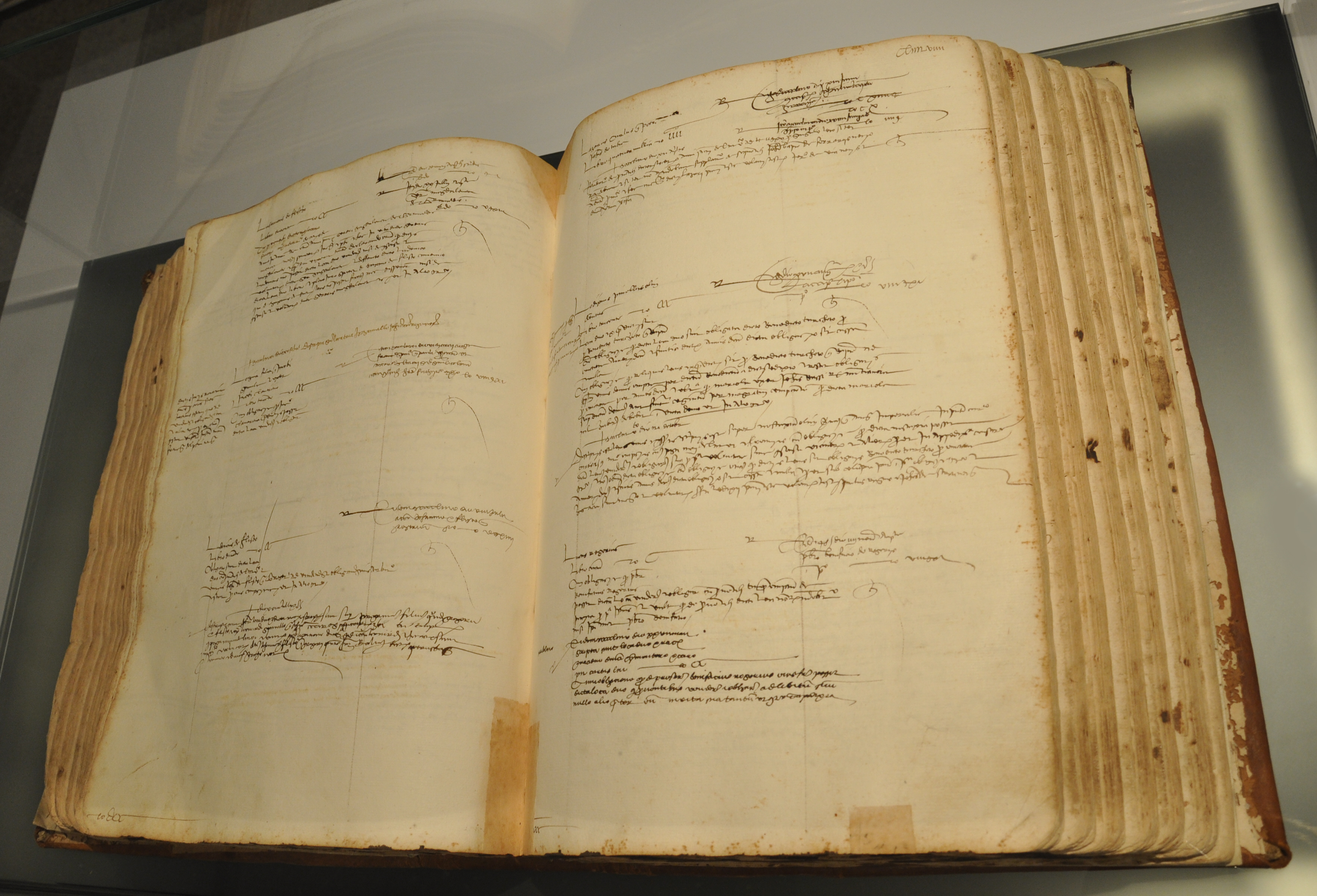
Im Libro delle Colonne wurden die Anteilseigner eingetragen. (Buch von 1485; Archivio di Stato di Genova, San Giorgio, Colonne, Nr. 359)

Der Banco di San Giorgio (Bank des Heiligen Georg) oder Casa delle Compere e dei Banchi di San Giorgio (Haus der Ankäufe des Heiligen Georg) war ein Finanzinstitut der Seerepublik Genua. Die Bank wurde 1407 gegründet und zählt zu den ältesten Europas beziehungsweise der ganzen Welt. Der Sitz des Instituts war der gleichnamige Palazzo San Giorgio in Genua. Dieser war im 13. Jahrhundert auf Befehl des Politikers und Admirals Guglielmo Boccanegra erbaut worden, dem Onkel des ersten Dogen von Genua Simone Boccanegra.

## Geschichte
Die Republik Genua kaufte im Jahre 1407 alle von ihr ausgegebenen und am Markt verfügbaren Kriegsanleihen auf und verzinste diese dann einheitlich mit 7 % jährlich. Zur Verwaltung dieser Anleihe wurde die Banco die San Giorgio gegründet.

## Organisation
An der Gründung und Leitung der Bank waren im Wesentlichen einige prominente Familien der Stadt Genua beteiligt, unter ihnen das Haus Grimaldi.
Die Bank wurde von vier Konsuln geleitet, welche sowohl über die Finanzen als auch über die Investitionen bestimmten. Da die Beziehungen zwischen den Oligarchen der Stadtrepublik und den die Bank leitenden Familienclans jedoch sehr eng waren, ist es schwierig festzustellen, wo die Macht der Bank aufhörte und die der Republik begann. Dies zeigt sich auch darin, dass die Bank phasenweise politische Aufgaben übernahm.

## Operationsgebiet
Eine ganze Reihe der Kolonien Genuas wurde zumindest zeitweise direkt oder indirekt vom Banco di San Giorgio geführt. 1453 übergab die Republik Genua der Bank offiziell die Herrschaft über Korsika, das gesamte Gebiet der Krim mit dem Handelszentrum Caffa und andere kleinere Besitztümer. In den folgenden Jahrzehnten verlangte sie diese jedoch teilweise wieder zurück.
Im 15. und 16. Jahrhundert lieh die Bank zahlreichen europäischen Regenten bedeutende Geldsummen und bekam dadurch weitreichenden Einfluss. Die Katholischen Könige Isabella und Ferdinand sowie auch Christoph Kolumbus unterhielten ein Konto bei ihr. Der deutsche Kaiser Karl V. war die längste Zeit seiner Regierungszeit tief verschuldet beim Banco di San Giorgio, und Niccolò Machiavelli behauptete, dass die Macht der Bank aus Genua eine erinnerungswürdigere Republik gemacht habe als es Venedig sei.
Im 17. Jahrhundert investierte die Bank stark in den Seehandel der immer besser erschlossenen Weltmeere und konkurrierte zeitweise mit der Niederländischen Ostindien-Kompanie und der Britischen Ostindien-Kompanie.
1805 wurde sie schließlich von Napoléon Bonaparte nach seinem erfolgreichen Italienfeldzug geschlossen.
1987 gründete sich in Genua eine neue Bank unter dem Namen Banco di San Giorgio, die sich jedoch wohl lediglich den traditionsreichen Namen zu Eigen gemacht hat, ohne etwas mit dem ursprünglichen Institut zu tun zu haben.